# Lado Leskovar

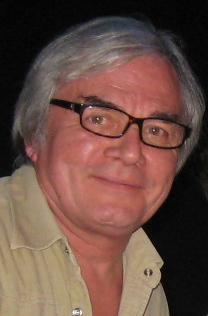
Lado Leskovar

Lado Leskovar (Liubliana, 23 de março de 1942) é um cantor e músico esloveno. As canções dele eram frequentemente cheias de criticas ede sentimentos anti-guerra. Fez várias covers, a sua mais famosa foi a versão da canção de Gilbert Becaud   "Nathalie". Foi convidado para cantar na telvisão francesa por ter sido considerado a melhor versão não francesa daquele canção. Em 1964, parti para Belgrado, onde viveu até 1981. Naquele período foi mais popular no resto da Jugoslávia, do que na Eslovénia. Paricipou em várias espetáculos na ex-União Soviética, onde os artistas jugoslavos eram muito populares. Participou em vários filmes, em especial na biografia da dançarina  Isadora Duncan  de (1968) com  Vanessa Redgrave, no papel de Bugatti, Surgiu uma amizade entre os dois. Ela foi convidada de honra num concerto de jubileu de Lado Leskovar.  
Lado Leskovar tornou-se conhecido na Europa por ter representado a ex-Jugoslávia, no Festival Eurovisão da Canção 1967 com a canção Vse rože sveta, com música de  Urban Koder e letra de  Milan Lindić.  Foi jornalista da  Radio Televizija Slovenija. Em 1998, foi representante da  UNICEF para a Eslovenia. Em 2008, participou nas eleições parlamentares da  Eslovénia, nas listas do Partido Zares.